# Tropicana Las Vegas
Das Tropicana Las Vegas war ein Hotel und Casino am Las Vegas Strip in Paradise (Nevada). Eigentümer war zuletzt die Tropicana Las Vegas Hotel and Resort Inc., wobei der Betrieb von Alex Yemenidjian's Armenco Holdings ausgeführt wurde. Es wurde wenige Tage vor seinem 67-jährigen Bestehen geschlossen und im Jahr 2024 abgerissen. Auf dem Areal soll ab April 2025[veraltet] ein neues Baseballstadion (New Las Vegas Stadium) für die Las Vegas Athletics entstehen.

## Beschreibung
Neben den Hotelzimmern und Casinoflächen bot das Tropicana auch 10.000 m² Fläche für Tagungen und Messen. Der Standort, an der Kreuzung zwischen Tropicana Avenue und Las Vegas Boulevard, war der Ort mit der größten Dichte an Hotelzimmern weltweit. Das Hotel lag in der direkten Nachbarschaft des MGM Grand Hotel, des New York-New York Hotel & Casino, sowie des Excalibur Hotel. Das Tropicana hatte ein eigenes Tropicana Theatre mit 1.149 Plätzen.

## Geschichte
Das ursprüngliche Hotelgebäude mit den sogenannten „Garden Rooms“ wurde im Jahr 1957 erbaut. Der „Paradise Tower“ wurde 1979 eröffnet, zusammen mit dem „Tiffany Tower“ und dem „Tiffany Theatre“. Im Jahr 1986 wurde das Hotel um den 21-stöckigen „Island Tower“ erweitert.
Im Mai 2006 erwarb die Tropicana Entertainment LLC das Tropicana Hotel & Resort Casino von der Aztar Corporation für 2,1 Milliarden US-Dollar. Die Übernahme wurde im November 2006 von der Nevada Gaming Commission genehmigt und im Dezember desselben Jahres abgeschlossen.
Am 15. Mai 2009 berichtete die Las Vegas Sun, dass die kanadische Onex Corporation ein Kaufinteresse an dem Hotel bekundet habe. Als neuer Geschäftsführer wurde Alex Yemenidjian gewonnen, der zuvor bei MGM tätig gewesen war.
Im August 2009 wurde ein 165-Millionen-US-Dollar-Projekt zur Renovierung des Tropicana angekündigt. Die Modernisierung sollte in drei Phasen verlaufen und wurde im April 2011 abgeschlossen. Seit 2011 präsentiert sich das Hotel umfassend renoviert.
Im April 2015 wurde das Tropicana Hotel von Penn National Gaming, einem nordamerikanischen Betreiber von Kasinos, für 360 Millionen US-Dollar übernommen.
Auf dem Gelände des Tropicana-Hotels ist die Errichtung des New Las Vegas Stadium geplant.
Am 2. April 2024 wurde das Hotel geschlossen, um Platz für das neue Stadion zu machen.
Am 9. Oktober 2024 wurden die beiden Hotelgebäude schließlich gesprengt.

## Besondere Shows
Seit dem 24. Dezember 1959 lief im Tropicana die Show Folies Bergere, eine der langlebigsten Revue-Shows aller Zeiten. Sie wurde am 28. März 2009, kurz vor ihrem 50. Jubiläum, ersatzlos eingestellt. Siegfried und Roy gaben 1967 im Rahmen der Show ihr Las-Vegas-Debüt.
Im Tropicana hat auch der im deutschen Frechen geborene Magier Jan Rouven in der Zeit von November 2014 bis 16. März 2016 seine Show. Die Show wurde in den Jahren 2013 bis 2015 als beste Magie-Show in Las Vegas ausgezeichnet. Am 16. März 2016 wurde Jan Rouven direkt nach der Show hinter der Bühne vom FBI unter dem Verdacht auf den Besitz und die Verbreitung von Kinderpornographie verhaftet.

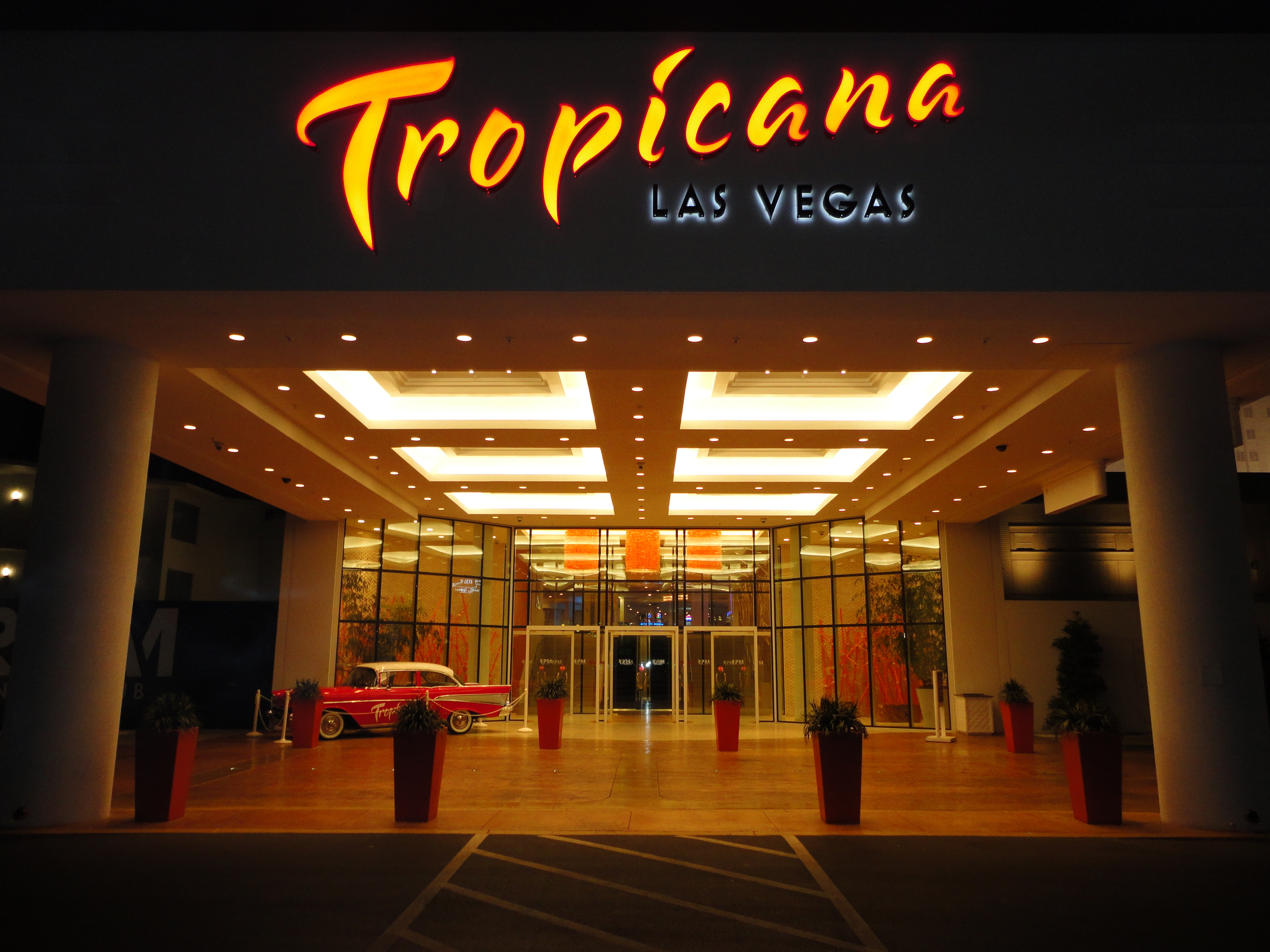
Seiteneingang
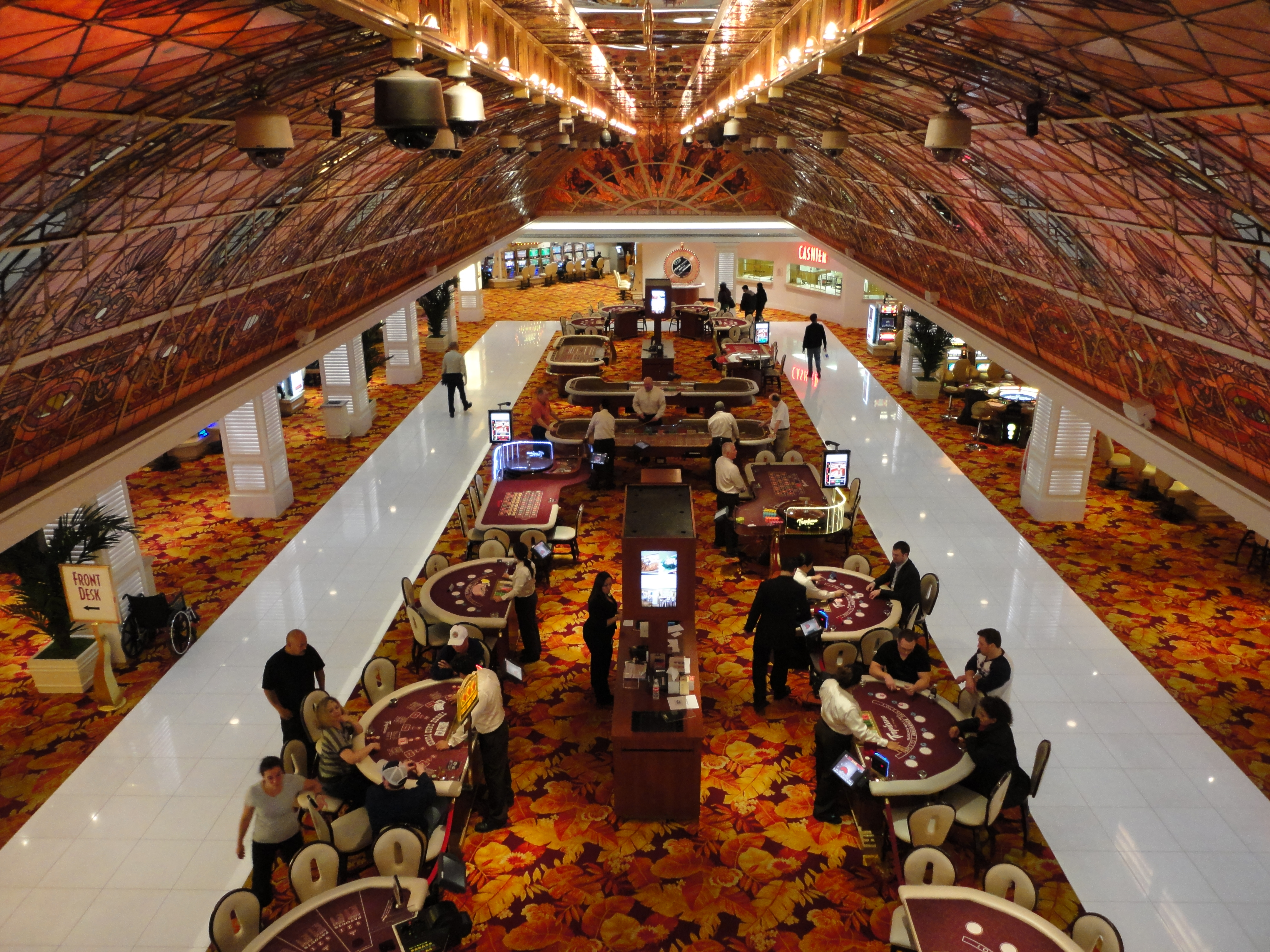
Casino
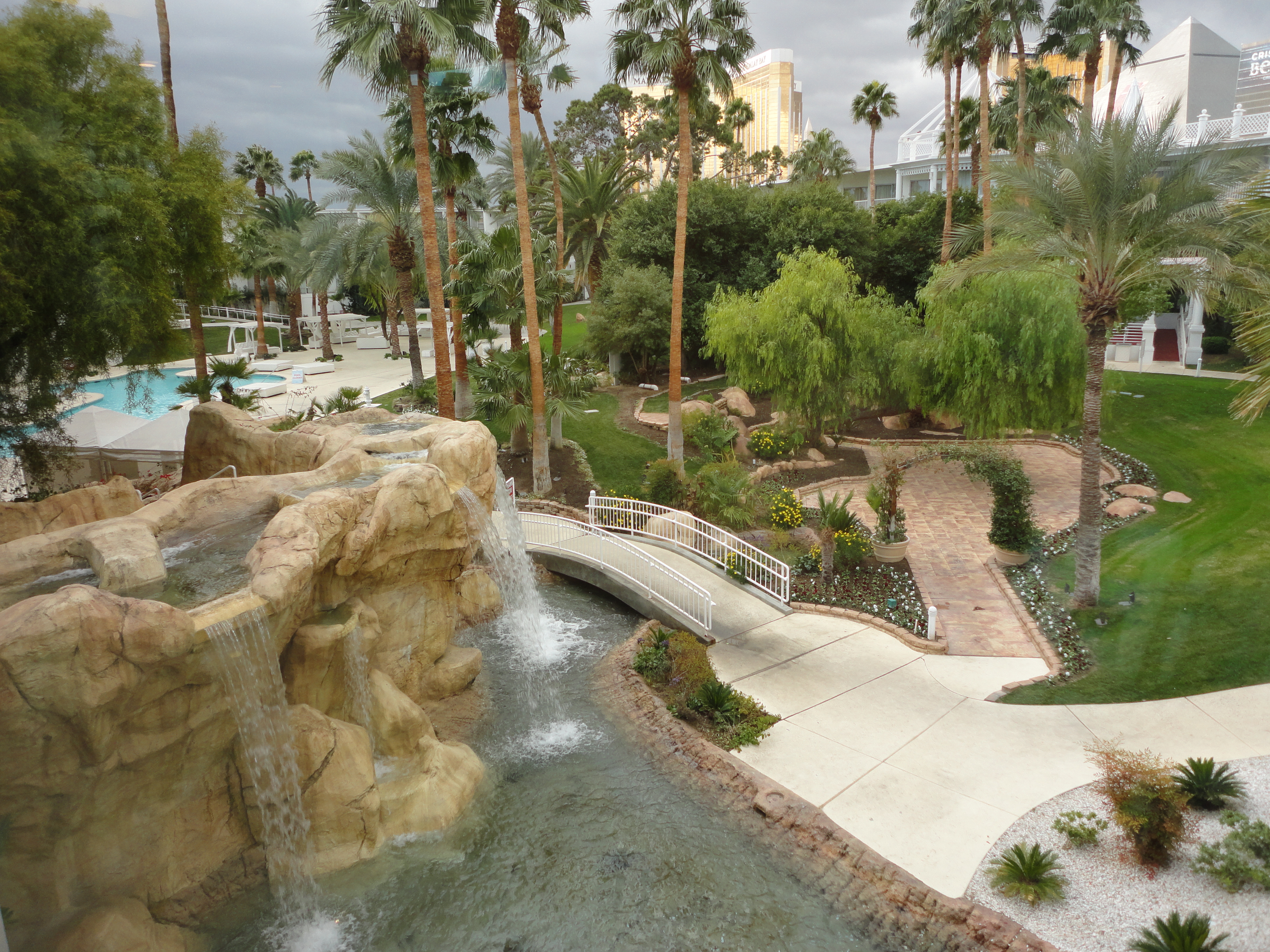
Pool und Garten
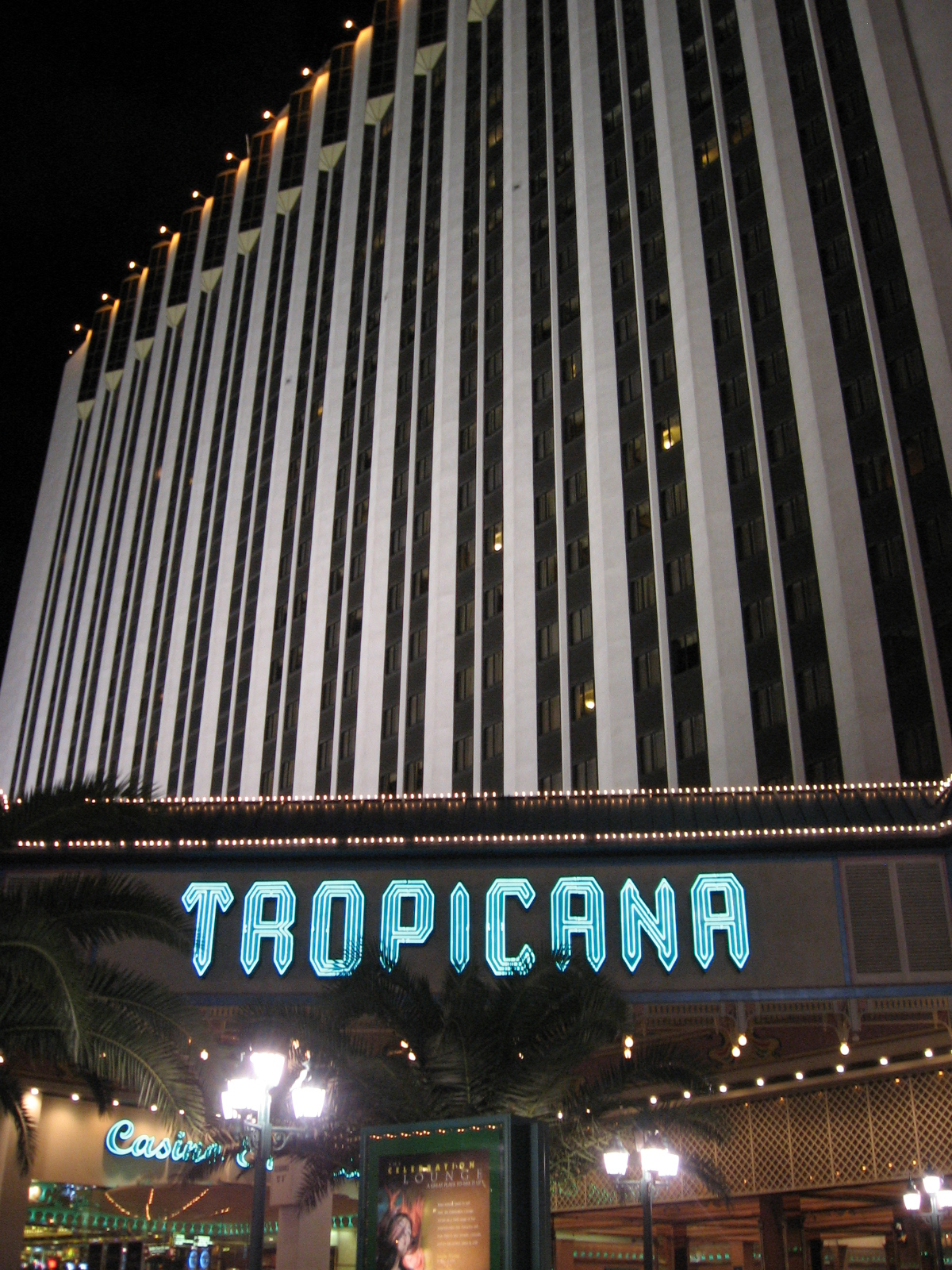
Nordturm vor der Renovierung (2009)

## Verwendung in Filmen
- Eine Szene des Films Viva Las Vegas von 1964 wurde hier gedreht.
- Im James-Bond-007-Film Diamantenfieber ist das Hotel zu sehen.
- Das Hotel findet eine kurze Erwähnung in Der Pate – Teil II.